# Commissariat central
Commissariat central est une série télévisée française de format shortcom, diffusée à partir du 27 août 2016 sur M6 et à partir du 6 octobre 2019 sur W9.

## Synopsis
Dans un petit commissariat central de Saint-Villiers, la brigade anti-criminalité (BAC) dirigée par le commissaire Campanella (Guy Lecluyse) nous propose de suivre leur vie quotidienne.

## Fiche technique
- Création : Fabien Rault, Benjamin Depierrois, Frank Cimière et Alain Kappauf
- Production : Benjamin Depierrois, Alain Kappauf et Fabien Rault[4]
- Durée : 4 min 30 s
- Nombre d'épisodes : 210
- Première diffusion : 27 août 2016 à 18 h 40

## Distribution

### Binômes
- Nadia Roz : Inès Pereira
- Waly Dia : Vince Meunier
- Tano : Bernard Roca-Serra
- Matthieu Pillard : Franck Lefevre
- Vinnie Dargaud : Yohann Berthomier
- Julie Schotsmans : Audrey Castagnède

### Autres membres du commissariat
- Guy Lecluyse : commissaire François Campanella
- Élise Larnicol : Jocelyne Perrin

### Autres
- Julien Cazarre : préfet Dominique Rullier
- Marie Lanchas : Maître Montreuil
- D'Jal : Brandon Boulal
- Denis Maréchal : l'épicier
- Nicolas Van Beveren : le prof de sport
- Karina Marimon : Yolande Berthomier, mère de Yohann

## Audiences[5]

### Remarques
- 2 novembre 2016 : M6 déprogramme la série en raison des audiences décevantes. La dernière diffusion à 18 h 40 le 12 novembre. Cependant, M6 décide de donner une autre chance à la série en la programmant dès la semaine suivante à 20 h 25 en lieu et place de Scènes de ménages et ce pour bénéficier d'une case très favorable et même face aux J.T. des deux premières chaines, et pour une durée raccourcie de 35 min au lieu de 1 h.
- 15 janvier 2017 : la nouvelle programmation de M6 est un succès, les chiffres de la série de cette nouvelle case horaire flirtant avec ceux de "Scènes de ménages" du samedi.
- 11 mars 2017 : dernière diffusion pour la saison 1.
- 6 octobre 2019 : diffusion de la saison 2 sur W9.

### Tableau audiences

#### Saison 1 (2016-2017)
| Semaine | Date              | Horaire           | Chaîne | Audience  | PDA    | Source |
| ------- | ----------------- | ----------------- | ------ | --------- | ------ | ------ |
| 1       | 27 août 2016      | 18 h 40 - 19 h 30 | M6     | 1 006 000 | 9,8%   | [ 6 ]  |
| 2       | 3 septembre 2016  | 18 h 40 - 19 h 30 | M6     | 832 000   | 7,7%   | [ 7 ]  |
| 3       | 10 septembre 2016 | 18 h 40 - 19 h 30 | M6     | 678 000   | 6,1%   | [ 8 ]  |
| 4       | 17 septembre 2016 | 18 h 40 - 19 h 30 | M6     | 845 000   | 6,5%   | [ 9 ]  |
| 5       | 24 septembre 2016 | 18 h 40 - 19 h 30 | M6     | 770 000   | 6,6%   | [ 10 ] |
| 6       | 1er octobre 2016  | 18 h 40 - 19 h 30 | M6     | 813 000   | 6,0%   | [ 11 ] |
| 7       | 8 octobre 2016    | 18 h 40 - 19 h 30 | M6     | 966 000   | 7,2%   | [ 12 ] |
| 8       | 15 octobre 2016   | 18 h 40 - 19 h 30 | M6     | 875 000   | 6,5%   | [ 13 ] |
| 9       | 22 octobre 2016   | 18 h 40 - 19 h 30 | M6     | 841 000   | 6,0%   | [ 14 ] |
| 10      | 29 octobre 2016   | 18 h 40 - 19 h 30 | M6     | 718 000   | 5,4%   | [ 15 ] |
| 11      | 5 novembre 2016   | 18 h 40 - 19 h 30 | M6     | 823 000   | 5,0%   | [ 16 ] |
| 12      | 12 novembre 2016  | 18 h 40 - 19 h 30 | M6     | 698 000   | 4,3%   | [ 17 ] |
| 13      | 19 novembre 2016  | 20 h 25 - 20 h 55 | M6     | 2 100 000 | 9,5%   |        |
| 14      | 26 novembre 2016  | 20 h 25 - 21 h 00 | M6     | 1 940 000 | 8,9%   |        |
| 15      | 3 décembre 2016   | 20 h 25 - 21 h 00 | M6     | 2 100 000 | 9,9%   |        |
| 16      | 10 décembre 2016  | 20 h 25 - 21 h 00 | M6     | 2 000 000 | 9,1%   |        |
| 17      | 17 décembre 2016  | 20 h 25 - 21 h 00 | M6     | 2 100 000 | 9,4%   |        |
| 18      | NC                | NC                | M6     | NC        | NC     |        |
| 19      | NC                | NC                | M6     | NC        | NC     |        |
| 20      | 7 janvier 2017    | 20 h 25 - 21 h 00 | M6     | 2 400 000 | 10,5%  |        |
| 21      | 14 janvier 2017   | 20 h 25 - 21 h 00 | M6     | 2 400 000 | 10,9%  |        |
| 22      | 21 janvier 2017   | 20 h 25 - 21 h 00 | M6     | 2 500 000 | 11,1%  |        |
| 23      | 28 janvier 2017   | 20 h 25 - 21 h 00 | M6     | 2 300 000 | 10,6%  |        |
| 24      | 4 février 2017    | 20 h 25 - 21 h 00 | M6     | 2 267 000 | 10,1 % |        |
| 25      | 11 février 2017   | 20 h 25 - 21 h 00 | M6     | 2 100 000 | 9,5%   |        |
| 26      | 18 février 2017   | 20 h 25 - 21 h 00 | M6     | 2 000 000 | 9,3%   |        |
| 27      | 25 février 2017   | 20 h 25 - 21 h 00 | M6     | 2 100 000 | 9,4%   |        |
| 28      | 4 mars 2017       | 20 h 25 - 21 h 00 | M6     | 2 100 000 | 9,9%   |        |
| 29      | 11 mars 2017      | 20 h 25 - 21 h 00 | M6     | 2 200 000 | 10,7%  |        |

- Les plus bas chiffres d'audience
- Les plus hauts chiffres d'audience

#### Saison 2 (2019-2020)
| Semaine | Date            | Horaire           | Chaîne | Audience | PDA   | Source |
| ------- | --------------- | ----------------- | ------ | -------- | ----- | ------ |
| 1       | 6 octobre 2019  | 17 h 50 - 21 h 00 | W9     | 270 000  | 1,3 % | [ 18 ] |
| 2       | 13 octobre 2019 | 17 h 50 - 21 h 00 | W9     | 266 000  | 1,3 % | [ 19 ] |
| 3       | 20 octobre 2019 | 17 h 50 - 21 h 00 | W9     | 295 000  | 1,4%  | [ 20 ] |
| 4       | 27 octobre 2019 | 17 h 50 - 21 h 00 | W9     | 306 000  | 1,5%  | [ 21 ] |
| 5       | 3 novembre 2019 | 17 h 50 - 21 h 00 | W9     | 403 000  | 1,8%  | [ 22 ] |

- Les plus hauts chiffres d'audience
- Les plus bas chiffres d'audience

### Récapitulatif audiences

#### Tableau
| Saison | Nombre d'épisodes | Audience  | Audience  | Audience  | Audience | Audience  |
| Saison | Nombre d'épisodes | Première  | Finale    | Moyenne   | Minimum  | Maximum   |
| ------ | ----------------- | --------- | --------- | --------- | -------- | --------- |
| 1      | 29                | 1 006 000 | 2 200 000 | 1 573 037 | 678 000  | 2 500 000 |
| 2      | 5                 | 270 000   | 403 000   | 308 000   | 266 000  | 403 000   |

- Les plus hauts chiffres d'audience
- Les plus bas chiffres d'audience